# Маріуш Стржалка
Маріуш Стржалка (27 березня 1959 , Вроцлав ) — польський та німецький фехтувальник на шпагах, срібний призер Олімпійських ігор 1980 року, чемпіон світу.

## Виступи на Олімпіадах
| Олімпіада    | Дисципліна          | Місце |
| ------------ | ------------------- | ----- |
| Москва 1980  | командна шпага      | 2     |
| Атланта 1996 | індивідуальна шпага | 8     |
| Атланта 1996 | командна шпага      | 4     |